# Parochlus brevis
Parochlus brevis är en tvåvingeart som beskrevs av James E. Sublette och Wirth 1980. Parochlus brevis ingår i släktet Parochlus och familjen fjädermyggor. Inga underarter finns listade i Catalogue of Life.